# Desa Terong (administrativ by i Indonesien, Nusa Tenggara Timur, lat -8,77, long 120,34)
Desa Terong är en administrativ by i Indonesien.   Den ligger i provinsen Nusa Tenggara Timur, i den centrala delen av landet, 1 500 km öster om huvudstaden Jakarta.